# Karol Rogawski
Karol Franciszek Salezy Rogawski herbu Rola (ur. 25 stycznia 1820 w Chruszczobrodzie zm. 7 listopada 1888 w Ołpinach) – ziemianin, uczestnik powstania krakowskiego 1846 r., Wiosny Ludów i powstania styczniowego, emigrant polityczny, archeolog, poseł na Sejm Krajowy Galicji i do austriackiej Rady Państwa

## Życiorys
Ukończył Gimnazjum św. Anny w Krakowie. W latach 1835–1837 studiował filozofię na Uniwersytecie Jagiellońskim, skąd relegowano go jako urodzonego w Kongresówce. Podczas studiów prawdopodobnie należał do Stowarzyszenia Ludu Polskiego. Początkowo gospodarował w odziedziczonych po ojcu dobrach w Królestwie Polskim. W latach czterdziestych związał się ze strukturami konspiracyjnymi przygotowującymi w 1846 powstanie w Krakowie. M.in zakupił we Wrocławiu drukarnię dla przyszłego Rządu Narodowego i przechowywał w piwnicy domu w. Krzysztoforach w Krakowie, gdzie mieszkał. Tu odbywały się także narady poprzedzające wybuch powstania krakowskiego w 1846. Następnie Sekretarz Rządu Narodowego i dyktatora Jana Tyssowskiego, m.in. 22 stycznia 1846 spisał słynny Manifest powstańczy autorstwa Jana Tyssowskiego oraz protokół objęcia władzy przez Rząd Narodowy. Po pojawieniu się w Krakowie Edwarda Dembowskiego jego rola zmalała. 
Po upadku powstania przedostał się przez kordon pruski i dotarł do Paryża, gdzie kontynuował studia na Sorbonie. Był członkiem Towarzystwa Demokratycznego Polskiego, z którego został wyrzucony po związaniu się z kołem Andrzeja Towiańskiego i przystąpieniu do Związku Narodowego w Emigracji, którego struktury następnie organizował. Po wybuchu rewolucji lutowej 1848 był wiceprezesem Klubu Ludu Polskiego kierowanym przez Zenona Świętosławskiego. W sporach pomiędzy Adamem Mickiewiczem a Andrzejem Towiańskim nie zajął stanowiska, jednak 7 października 1848 przyjął wraz żoną z rąk Towiańskiego "Medal Sprawy Bożej" z błogosławieństwem na pracę misyjną w kraju. 
Na ziemie polskie powrócił pod koniec 1848 wraz z Ludwikiem Nabielakiem. Po wkroczeniu w 1849 do Galicji wojsk rosyjskich wyjechał do Poznania. Ostatecznie do Krakowa powrócił w styczniu 1850. Po uregulowaniu spraw majątkowych zajął się gospodarowaniem. Zajął się też archeologią, odkopał i zbadał pierwszą w Polsce neolityczną «osadę 'wydmową), opisując na ogół trafnie znalezione narzędzia krzemienne. Rezultaty swoich badań ogłosił w 1856. Był jednym  z inicjatorów zorganizowania wystawy starożytności w Krakowie (1858). Brał także udział w międzynarodowych kongresach archeologicznych w Kopenhadze (1869) i Bolonii (1871). Członek Towarzystwa Historyczno-Literackiego w Paryżu, oraz członek honorowy towarzystw archeologicznych w Wilnie i Kopenhadze. Od 1857 był członkiem Towarzystwa Naukowego Krakowskiego. Był także w latach 1864-1873 konserwatorem zabytków w 3 obwodach zachodniej Galicji. Członek komisji: antropologicznej oraz historii sztuki Akademii Umiejętności.  
Mieszkając w Galicji podtrzymywał kontakty z polską emigracją we Francji m.in. w latach 50. XIX wieku korespondował z Sewerynem Goszczyńskim i Edwardem Duńskim, zaś w 1860 został korespondentem Biura Hotelu Lambert zaś w 1866 stał na czele oddziału Correspondance du Nord-Est w Wiedniu, agencji prasowej Hotelu Lambert. Od 1861 współpracował z komitetem "białych" w Krakowie. Po wybuchu powstania styczniowego, w marcu 1863 uczestniczył, wg niektórych źródeł, w sądzie honorowym, który doprowadził do pojedynku Stefana Bobrowskiego z Adamem Grabowskim. Od lipca 1863 członek Rady Prowincjonalnej Galicji Zachodniej, wspierał działania warszawskiego Rządu Narodowego. We wrześniu 1863 został aresztowany przez austriacką policję, co wywołało oburzenie i protesty. Dzięki interwencji Mikołaja Zyblikiewicza na forum Rady Państwa został zwolniony z aresztu. W 1864 został ponownie aresztowany ale sąd wypuścił go z braku dowodów winy. 
Jako ziemianin, od 1842 właściciel odziedziczonych po swej ciotce Teresie Rudnickiej z Rogawskich dóbr Ołpiny w powiecie Brzostek, uczestniczył także w życiu społecznym i politycznym Galicji. Był członkiem pierwszej rady nadzorczej Towarzystwa Wzajemnych Ubezpieczeń w Krakowie od 1860 do 1864. Był także członkiem Tow. Naftowego w Gorlicach. Poseł do Sejmu Krajowego Galicji I kadencji (1861–1863) i II kadencji (1867–1869), wybrany w IV kurii obwodu Sącz, z okręgu wyborczego nr 55 Gorlice-Biecz. Po złożeniu mandatu, na jego miejsce 30 listopada 1865 wybrano Andrzeja Rydzowskiego. Poseł do austriackiej Rady Państwa I kadencji (27 maja 1861 - 13 grudnia 1864) wybrany przez Sejm w kurii XXII – jako delegat z grona posłów wiejskich okręgów: Gorlice, Nowy Sącz, Stary Sącz, Nowy Targ, Limanowa oraz II kadencji (20 maja 1867 - 15 września 1869), wybrany przez Sejm w kurii XXI – jako delegat z grona posłów wiejskich okręgów: Jasło, Rzeszów, Łańcut, Leżajsk, Rozwadów, Tyczyn, Tarnów, Dąbrowa, Dębica, Ropczyce, Mielec, Należał do frakcji posłów konserwatywnych Koła Polskiego. Mało aktywny w wiedeńskim parlamencie, grał rolę łącznika pomiędzy Kołem Polskim a Hotelem Lambert, a także z przedstawicielstwem polskim w Sejmie pruskim. Wraz z Franciszkiem Smolką prowadził pertraktacje z Węgrami. Rozczarowany do toczonych w Wiedniu negocjacji, w1869 wycofał się z Rady Państwa, a w ślad za tym złożył mandat do Sejmu.
W latach 1876 członek Rady Powiatu w Jaśle, a od 1884 także  tamtejszej okręgowej radzie szkolnej. Zmarł i został pochowany w Ołpinach. Swoje zbiory archeologiczne tudzież obrazy zapisał Akademii Umiejętności, Uniwersytetowi Jagiellońskiemu i Muzeum Czartoryskich. Kazimierz Chłędowski dość złośliwie tak go scharakteryzował - Karol Rogawski, dusza emigrancka, żył długo za granicą, więc zdawało mu się zawsze, że jest mądrzejszy od tych którzy w kraju całe swe życie przebyli. Mieszkał w Ołpinach, w majątku zdaje się swej żony, zbierał rozmaite starożytności i słabe obrazy, które później zapisał Akademii Umiejętności w Krakowie i bardzo się starał o "łaski pańskie". Zawsze go przeto można było widzieć jak się ocierał to o Sapiehę, to o Sanguszkę, to panu Adamowi Potockiemu prawił komplementy.

## Prace Karola Rogawskiego
- O wykopaliskach leżajskich. Rzecz archeologiczna, Kraków 1856 POLONA - wersja elektroniczna
- Karta naszych dziejów współczesnych, Lwów 1889
- Objaśnienie działalności politycznych Adama Mickiewicza w roku 1848, Lwów 1886 POLONA - wersja elektroniczna
- Jan Konrad hr. Załuski. Wspomnienia pogrobowe, Kraków 1889 POLONA - wersja elektroniczna
- Wiadomość o rozkopaniu mogiły w Siedliszowicach, "Biblioteka Warszawska" 1860, t. 3, nadbitka  s. 1-43 POLONA - wersja elektroniczna

## Rodzina
Urodził się w rodzinie ziemiańskiej, był synem podstolego sanockiego, radcy powiatu pilickiego, właściciela miasteczka OIpiny i kilku wsi w pow. jasielskim - Jana Nepomucena (1750-1832) i jego trzeciej żony Anny Marii z Bielińskich. Ożeniony z  pisarką i gorącą zwolenniczką Towiańskiego Eufemią z domu Briganti (zm. 1905), siostrą Stanisława Briganti. Dzieci nie mieli, a po jego śmierci majątek przejęła żona która w 1897 ufundowała klasztor SS. Dominikanek w Ołpinach, folwark zaś z dworem przekazała bratankowi męża Janowi Rogawskiemu.  